# 君と歩いた青春
「君と歩いた青春」（きみとあるいたせいしゅん）は、日本のフォークデュオである風の楽曲。
本項では、直後にリリースされた太田裕美によるカバーについても記述する。

## 風の楽曲
1976年に発表された風の3作目のアルバム『WINDLESS BLUE』に収録された。
作詞・作曲は伊勢正三、編曲は瀬尾一三。

## 太田裕美によるカバー
風が1976年にアルバム『WINDLESS BLUE』をリリースした直後、太田裕美は同年12月5日に5作目のアルバム『12ページの詩集』で本楽曲をカバーした。
それから約5年後の1981年8月26日、再録音したシングルをリリースした。太田にとって後にユニット『なごみーず』を組むことになる伊勢作曲による初のシングルである。再録音バージョンは、同年12月21日にリリースした同名のアルバムに収録されている。
太田裕美によるカバーの編曲は、1976年バージョン、1981年バージョンとも萩田光雄である。
『GOLDEN☆BEST 太田裕美 コンプリート・シングル・コレクション』など、太田裕美のシングル曲を集めた各ベストアルバムにも収録されている。

### 収録曲
1981年シングルリリースの再録音盤。
A面
1. 君と歩いた青春（4分43秒）
  - 作詞・作曲:伊勢正三／編曲:萩田光雄

B面
1. Silky Morning（5分37秒）
  - 作詞・作曲:太田裕美／編曲:井上鑑

## その他のカバー
「君と歩いた青春」は、太田裕美のほかにも多数の歌手によってカバーされている。
- 西城秀樹 - 1981年のアルバム『HIDEKI SONG BOOK』収録
- 松田聖子 - 1981年に、音楽番組『レッツゴーヤング』特番「聖子夏を行く」に歌った[2]
- 沢田聖子 - 1997年のアルバム『Acoustic Love Ballads』収録
- 岩崎宏美 - 2003年のアルバム『Dear Friends』収録

## LIVE 君と歩いた青春
2009年9月4日に大阪城ホールでフォークコンサート「LIVE 君と歩いた青春」が開催された。コンサートの模様は同年11月3日に読売テレビの特別番組として放送された。放送時間はの15:50 - 16:48（JST）、ナビゲーターは宮根誠司。
以来、毎年9月に大阪城ホールで開催されるようになり、2018年には第10回を迎えた。伊勢正三をはじめ、太田裕美、イルカ、尾崎亜美、杉田二郎、堀内孝雄、南こうせつといった、1970年代のフォークソング全盛時代に活躍した日本のフォークシンガーが一堂に会して共演する。伊勢がオファーを受けたことで大阪城ホールでのコンサートが始まり、関西フォークの土壌がある大阪との相性が良かったことで毎年続いていると、伊勢と太田はぴあ関西版のインタビューで語っている。
2019年9月までは毎年開催されてきたが、2020年の開催は新型コロナウイルス感染症の影響により中止され、同年6月23日に伊勢正三のオフィシャルサイトで開催見送りが発表された。